# Janice Acoose
Janice Acoose, née en 1954 à Broadview et morte en décembre 2020, est une auteure canadienne, chroniqueuse, cinéaste, défenseuse des langues indigènes et professeure de littérature indigéniste et anglaise à la First Nations University of Canada, en Saskatchewan.

## Biographie
Originaire de la Saskatchewan, Janice Acoose fréquente le pensionnat indien de Cowessess dans les années 1960. Ses racines culturelles sont issues de la Première nation Sakimay ou Saulteaux, et des Ninankawe Marival Metis. Sa grand-mère est Madelaine O'Soup, fille adoptive de O'Soup, chef des Anishnabe de la réserve O'Soup. Son père est Fred Acoose, de la réserve Sakimay, fils de Samuel Acoose, un coureur de buffles réputé, et descendant de Quewich.

## Carrière professionnelle
Janice Acoose est la première chroniqueuse des affaires autochtones de la Saskatchewan pour le Saskatoon StarPhoenix. Elle contribue également régulièrement au Regina Leader-Post, au Prince Albert Herald, à Aboriginal Voices, à New Breed et à Windspeaker,.
En 1995, la Toronto's Women's Press décide de publier son livre Iskwewak Kah Yaw Ni Wahkomakanak (Ni princesses indiennes, ni squaw drudges). En 2006, Janice Acoose est interviewée dans le documentaire Finding Dawn, réalisé par l'Office national du film du Canada, sur les femmes autochtones assassinées et disparues au Canada.

## Publications
- Iskwewak Kah Yaw Ni Wahkomakanak, Women's Press, 136p, 1995,  (ISBN 978-0889612099)